# Виттгенштайнер Шиферпфад
Виттгенштайнер Шиферпфад («Сланцевая тропа» Виттгенштайна) (нем. Wittgensteiner Schieferpfad) — туристский круговой пешеходный маркированный маршрут в Виттгенштайнер-Ланд (Северный Рейн-Вестфалия, Германия).  Протяжённость — 15 км.  В 2005 года этот маршрут сертифицирован Немецким институтом пешего туризма как маршрут премиум-класса. Тропа проложена по инициативе учеников средней общеобразовательной школы Бад-Берлебурга.

## Описание
Сланцевая тропа Виттгенштайна начинается в поселении Раумланд, на левом берегу реки Эдер в зоне отдыха и парковке для автомобилей, которое называется «Райзегартен Раумланд» (Reisegarten Raumland),. Маршрут проходит сначала вниз по течению вдоль Эдера к Лауброту (часть поселения Доцлар). На этом участке маршрута в нескольких местах идёт по заброшенной железнодорожной насыпи, приспособленной для велопутешественников. После пересечения ручья Лютцельсбах и государственной дороги земельного значения L 718 (Бад-Берлебург-Доцлар) тропа Виттгенштайнер Шиферпфад поднимается на несколько метров и следует через  природоохранную территорию Хонерт по заброшенному участку железнодорожной линии Бад-Берлебург – Аллендорф. Примерно через километр она делает резкий поворот влево и серпантинами понимается круто вверх. На этом крутом участке маршрут пересекается с «Виа Адрина» — еще одной туристической тропой премиум-класса.
Чуть дальше сланцевая тропа пролегает через скальный лабиринт сланцевых скал, среди которых выделяются "жених" и "невеста", на вершине которых находится обзорная скамейка. В лабиринте следует следить за маркой летучей мыши или за красными точками на камнях. Далее туристы двигаются узкой тропой вдоль склона горы Хонерт (562 м).  Затем тропа проложена мимо домика лесника, через долину ручья Меккхёйзер Бахталь (Meckhäuser Bachtal), а вскоре после этого через природоохранную территорию Фредлар (Fredlar). Здесь путь ведёт мимо заброшенного сланцевого карьера Фредлар. Везде туристов сопровождают красивые скальные выступы.
Далее тропа приводит на вершину горы Фредлар (576 м), где она достигает своей самой высокой точки на небольшом скалистом хребте. Спуск  происходит по старому торговому пути, характеризующемуся историческими колеями, в долину Штайнбахталь. Затем он пересекает автомагистраль L 718 на туристской автостоянке «Ауф дер Ленне» (Auf der Lenn), а затем идетна западу от гор Лимбург (579 м) и Хёрре (566 м), мимо заброшенного рудника Хёрре и одноименногой природоохранной территории с карьером и туннелем для летучих мышей (отсюда символ маркировки маршрута), постепенно спускаясь обратно обратно в Райзегартен Раумланд.
- Виды на тропе
- Стенд тропы на Гайзегартен Раумланд
- Начало маршрута у Райзегартен Раумланд
- Над Эдером
- Естественная тропа
- Скалы у Фредлара
- Скала Бильштайн

## Типы участков пути
Типы участков пути в процентах:
- ограждённая тропа: 14,5 %
- укреплённая тропа: 39,8 %
- естественная тропа: 45,7 %

## Сланцевый район Раумланд
Раньше глинистый сланец добывали вдоль Сланцевой тропы Витгенштейна, что до сих пор хорошо видно в некоторых местах: входы в старые туннели-разработки, и прохождение через территории сланцевых разработок района Раумланд.

## Летучие мыши
10 из 17 видов летучих мышей, обнаруженных в районе Зиген-Виттгенштайн, были обнаружены в горнодобывающем районе Хёрре, что делает местные туннели важным местом обитания летучих мышей. Виды, которые были надежно идентифицированы, включают бахромчатую летучую мышь, большую ушастую летучую мышь, а также малую и большую бородатую летучую мышь.